# Amblyopone pertinax
Amblyopone pertinax é uma espécie de formiga do gênero Amblyopone.